# Klaas Gerling
Klaas Gerling, mest känd som Klaas, är en tysk House-DJ och musikproducent från Köln.

## Biografi
Gerling har ursprungligen spelat trummor i olika lokala band. 1998 gjorde han sin första singel Slip & Slide tillsammans med Micha Moor. Sedan producerade Klaas sin egen låt Get Twisted som släpptes på Scream and Shout recordings. Låten kom direkt in bland top 5 i tyska Dancetoppen.
Gerling är främst känd för sina remixer. Han har gjort ett flertal olika remixer till kända namn så som Michael Mind, Global DeeJays, Micha Moor samt The Guru Josh Project.
Klaas remix av Micha Moor - Space stannade på första platsen flera veckor och 2007 släpptes Klaas - The Way och klev in i den tyska Dancelistan på en andra plats.
2007 producerade Klaas låten How Does it feel men den släpptes 2008 som en remix åt The Guru Josh Project under namnet Infinity 2008. Denna låt har i många länder, bland annat Sverige, Belgien, Frankrike och Polen, varit nummer 1 på Dancelistorna. Musikvideon har genom Youtube nått miljontals tittare och är en av de mest sedda.

## Diskografi

### Album
- Klaas - Better Days (Scream and Shout) / 2009
- Klaas - Our Own Way (Scream and Shout) / 2009
- Klaas meets Haddaway - What Is Love (Scream and Shout) / Juni 2009
- Klaas – Make You Feel (Scream and Shout) / November 2008
- Klaas – Feel The Love (Scream and Shout) / Maj 2008
- Klaas – The Way (Scream and Shout) / November 2007
- Klaas – Confession (Scream and Shout) / Juli 2006
- Klaas – Get Twisted (Scream and Shout) / April 2006
- Klaas vs. I AM FINN - I Love You (Sony BMG UK)

### Remixer
- Reel 2 Real – I Like To Move It (Klaas Mix) / (Strictly Rhythm UK) / 2009
- Fragma - Memory (Klaas Mix) (Universal France) / 2008
- Fentura - Live It (Klaas Mix) (Glamara Records)
- Jean Elan – Where’s Your Head At (Klaas Mix)(Shake Me Please!)
- Guru Josh Project – Infinity (Klaas Mix)(Big City Beats)
- Junior Caldera  - Sleeping Satellite (Klaas Mix)
- Horny United - Crazy Paris (Klaas Mix)(Attractive)
- G&G - My My My  (Klaas Mix) (J K Productions)
- DJ Disciple – Work It Out (Klaas Mix)(Universal UK)
- Danny S - Keep Me Hanging On (Klaas Mad Saw Mix) + (Klaas Bigroom Mix)
- Swanky Tunes - No More Fear (Klaas Remix) (Scream & Shout)
- Greg Cerrone - Invicible (Klaas Remix)(On The Air Music)
- Attack Attack - Set The Sun (Klaas Remix) (Ministry of Sound Australia)
- Global Deejays - Everybody's Free (Klaas Remix) (Superstar)
- Michael Mind - Ride Like The Wind (Klaas Remix) (Kontor)
- Antoine Clamaran & Mario Ochoa - Give some love (Klaas Remix) (Houseworks)
- Micha Moor – Space (Klaas Bigroom Remix) + (Klaas Club Remix) (Scream & Shout)
- No Angels - Goodbye To Yesterday (Klaas Remix) (Universal Music Germany)
- Eddie Thoneick - Together As One (Klaas Remix) (Houseworks)
- Chrissi D! - Don't You Feel (Klaas Remix) (Fullrange Rec.)
- Erick Decks - Wild Obsession (Klaas Remix) (Scream & Shout)
- Patrick Bryce - Papercut (Klaas & Micha Moor Remix) (Attractive)
- DJ Aston Martinez - You Wanna (Klaas Remix) (Egoiste)
- DJ Antoine - This Time (Klaas Remix) (Egoiste)
- Greg Cerrone - Pilling Me (Klaas Remix)
- John Morley - Naughty (Klaas Remix) (Unlimited Sound)
- The Freelance Hellraiser - Weightlessness (Klaas Remix) / (Sony BMG UK)
- Lissat & Voltaxx - Young And Beautiful (Klaas & Micha Moor Remix) / (Scream and Shout) / 2006
- Spinning Elements - Freak (Klaas Remix) (Rotor)
- Dr. Kucho & Gregor Salto - Cant Stop Playing (Klaas & Micha Moor Remix) / (Scream and Shout) / 2006